# Tune to the Music
Tune to the Music è una canzone della rock band inglese Status Quo pubblicata come singolo nel giugno del 1971.

## La canzone
Ultimo 45 giri pubblicato con la band ancora sotto contratto con la Pye Records, è un boogie rock ritmato e veloce uscito solo come singolo ed oggi incluso quale bonus track nella ristampa dell'album Dog of Two Head uscito anch'esso nel 1971.
Pubblicato quando la band conserva ancora un basso profilo commerciale, il singolo fallisce l'aggancio con le charts britanniche.

## Tracce
1. Tune to the Music - 3:07 - (Rossi/Young)
2. Good Thinking - 3:34 - (Status Quo)

## Formazione
- Francis Rossi (chitarra solista, voce)
- Rick Parfitt (chitarra ritmica, voce)
- Alan Lancaster (basso, voce)
- John Coghlan (percussioni)